# تپه دو داشی ۱
تپه دو داشی ۱ مربوط به سده‌های متاخر دوران‌های تاریخی پس از اسلام است و در شهرستان مراغه، بخش مرکزی، دهستان قره ناز، روستای خانقاه واقع شده و این اثر در تاریخ ۲۷ اسفند ۱۳۸۶ با شمارهٔ ثبت ۲۲۲۶۳ به‌عنوان یکی از آثار ملی ایران به ثبت رسیده است.